# 스코티엘로키스토이스과
스코티엘로키스토이스과(Scotiellocystoidaceae)는 녹조강 클라미도모나스목으로 분류했던 녹조류 분류군이다.

## 하위 속
- Chloropteridella - 현재 클라미도모나스목의 미분류 과로 분류[1]
- Diplochloris - 현재 녹조강의 미분류 목, 과로 분류[2]
- Graesiella - 현재 클라미도모나스목의 미분류 과로 분류[1]
- Halochlorella - 현재 클라미도모나스목의 미분류 과로 분류[1]
- Lobosphaeropsis - 현재 클라미도모나스목의 미분류 과로 분류[1]
- Muriellopsis - 현재 클라미도모나스목의 미분류 과로 분류[1]
- Pseudodictyosphaerium- 현재 스파이로플레아목 미코나스테스과로 분류[3]